# Anne van der Bijl
Anne van der Bijl (Sint Pancras, Países Baixos, 11 de maio de 1928 - Ermelo, Países Baixos 27 de setembro de 2022), conhecido nos países lusófonos como Irmão André e internacionalmente como Brother Andrew, é um missionário cristão famoso por fazer passar bíblias de forma clandestina para os países comunistas no auge da Guerra Fria, cujo feito o rendeu o apelido de "Contrabandista de Deus". 
Irmão André nasceu em Sint Pancras, nos Países Baixos, sendo o quarto filho de uma família pobre, cujo pai era um ferreiro que sofria de surdez e a mãe era uma notável cristã. Posteriormente estudou no WEC Missionary Training College em Glasgow, Escócia.
Em 1951, aos 23 anos, ele foi dispensado da Igreja Reformada Holandesa para fins missionários, convertendo-se a Igreja Batista anos mais tarde. 

## Conversão ao Cristianismo
André conta no livro O Contrabandista de Deus como, no pós-guerra, ele se alistou no exército colonial das Índias Orientais Neerlandesas durante a rebelião que eventualmente ocorreria na Indonésia. Ele enfrentou um período de grave estresse emocional enquanto servia como soldado. Ele foi ferido em um tornozelo e durante sua reabilitação leu a Bíblia obsessivamente, de modo que se converteu ao Cristianismo e tendo seu tornozelo curado.

## Visitas aos países comunistas
Em julho de 1955 ele visitou a Polônia comunista, "para ver como meus irmãos estavam", se referindo à igreja subterrânea. Ele se juntou a um grupo jovem comunista, que era a única maneira legal de permanecer no país. Naquela tempo ele se sentiu chamado a cumprir a exortação bíblica "Esteja atento, fortaleça o que resta e que estava para morrer" (Apocalipse 3:2a). Este era o começo de uma missão que o levaria a diversos países comunistas onde os cristãos eram perseguidos - aqueles sob a "Cortina de Ferro".
Em 1957 Van der Bijl viajou à Moscou, então capital da União Soviética, em um Volkswagen Fusca, que mais tarde se tornou o símbolo da Portas Abertas, organização que ele fundou. Uma dupla mais experiente que o orientara foi quem lhe deu o novo carro, pois ele poderia armazenar várias bíblias e literatura espiritual. Apesar de que Van der Bijl estivesse a violar as leis de alguns países que ele visitava levando literatura religiosa, muitas vezes ele deixava o material à vista quando parado pelos postos de controle dos governos, como gesto de confiança na proteção de Deus.
Irmão André visitou a China na década de 1960, após a Revolução Cultural Chinesa haver criado uma política hostil em relação ao Cristianismo e outras religiões. Tal movimento seria chamado de Cortina de bambu. Ele chegou à Tchecoslováquia, quando a supressão das tropas sovietes da Primavera de Praga colocaram fim à liberdade religiosa então presente no país. Ele incentivou os fiéis locais e deu bíblias às forças de ocupação russas. Durante aquela década ele também fez sua primeira visita à Cuba após a revolução no país.
Em 1976 alguns países africanos ficaram sob governo ateísta. Ele escreveu um livro sobre a luta espiritual neste continente e era chamado por líderes cristãos locais para fortalecer suas comunidades.

### O Contrabandista de Deus
Em 1967 ele publicou sua primeira edição de God's Smuggler (em português:  "O Contrabandista de Deus"), escrito em parceria com John e Elizabeth Sherrill. God's Smuggler conta a história de Irmão André desde sua infância, conversão ao Cristianismo, e aventuras como contrabandista de bíblias pela Cortina de Ferro. O livro vendeu mais de 10 milhões de cópias em trinta e cinco idiomas.

## Oriente Médio
Após a queda do Comunismo na Europa, irmão André se focou no Oriente Médio e trabalhou para fortalecer a igreja no mundo Islâmico. Na década de 1970 ele visitou diversas vezes o Líbano devastado pela guerra, afirmando que "o conflito global no fim dos tempos se focará em Israel e em seus países vizinhos".

### Força da Luz e Cristãos Secretos
Na década de 1990 ele vai à região diversas outras vezes. No livro "Força da Luz" (em inglês:  Light Force) Van der Bijl fala sobre as igrejas palestinas e libanesas no Líbano, Israel e territórios palestinianos que demonstram grande alegria pela mera visita de um companheiro cristão do exterior, que se sentiam então geralmente ignorados pela igreja do mundo ocidental. Ele também visitou alguns palestinos que foram obrigados por Israel a deixar sua terra natal para viverem em montanhas isoladas, e para eles pregou o evangelho. Da mesma maneira, ele e seu companheiro Al Janssen visitaram o Hamas e líderes da OLP incluindo Ahmed Yassin e Yasser Arafat, distribuindo bíblias. Mais adiante, está a imagem do futuro projeto chamado "Musalaha" (uma palavra árabe que significa "reconciliação"), que visa a aproximação de israelenses e palestinos, movimento fundado pelo líder evangélico palestino Salim Munayer.
O sétimo livro de Irmão André, chamado "Cristãos Secretos: O Que Acontece Quando Os Muçulmanos Se Convertem A Cristo" (em inglês:  Secret Believers: What Happens When Muslims Believe in Christ) foi lançado em 1º de julho de 2007.

## Livros publicados
- 1967 - God's Smuggler (com John e Elizabeth Sherrill)
- 1974 - The Ethics of Smuggling
- 1988 - A Time for Heroes (com Dave e Neta Jackson)
- 1990 - And God Changed His Mind (com Susan Devore Williams)
- 2002 - The Calling (com Verne Becker)
- 2004 - Light Force (com Al Janssen)
- 2001 - The Narrow Road: Stories of Those Who Walk This Road Together (com John e Elizabeth Sherrill e banda Jars of Clay)
- 2007 - Secret Believers: What Happens When Muslims Believe in Christ (com Al Janssen)